# Вайнленд (Нью-Джерси)
Вайнленд (англ. Vineland) — город в округе Камберленд, штат Нью-Джерси, США. Согласно переписи населения 2010 года в США, в городе проживало 60 724 жителей. Название города происходит от планов основателей города использовать землю для выращивания винограда. В Вайнленде проживает большая украинская диаспора. В городе расположена украинская евангельская баптистская церковь и несколько других украинских церквей.
Чарльз К. Лэндис приобрел 121 кв. км. (30 тысяч акров) земли в 1861 году и ещё 93 кв. км. (23 тысячи акров) в 1874 году, наряду с Миллвиллем (англ., Нью-Джерси) и вдоль железнодорожной линии Западного Джерси между Камденом и Кейп-Меем, чтобы создать собственное утопическое общество, свободное от алкоголя, основанное на сельском хозяйстве и прогрессивном мышлении. Первые дома были построены в 1862 году.

## Достопримечательности
- Историко-антикварное общество Вайнленда, музей и научно-исследовательская библиотека, функционирует с 1910 года, имеют большую коллекцию, которая демонстрирует историю города[10].
- Вайнлендская исправительная школа (англ.)

## Ссылка
- Сайт Вайнленда